# Noah Williams
Noah Oliver Williams (* 15. Mai 2000 in London) ist ein britischer Wasserspringer.

## Erfolge
Noah Williams sicherte sich seine erste internationale Medaille bei den Europameisterschaften 2017 in Kiew, als er im Synchronspringen vom Zehn-Meter-Turm mit Matthew Dixon den dritten Platz belegte. Ein Jahr darauf gewann er in derselben Disziplin mit Dixon sowohl bei den Europameisterschaften in Edinburgh als auch bei den Commonwealth Games in Gold Coast jeweils die Silbermedaille. Im Turmspringen verpasste er bei den Commonwealth Games als Vierter knapp einen weiteren Medaillengewinn. Die Europameisterschaften 2019 in Kiew beendete er mit Dixon wiederum auf dem dritten Platz, während er mit Eden Cheng im Mixed-Synchronspringen vom Zehn-Meter-Turm Zweiter wurde. Im Mixed-Team-Wettkampf gewann er außerdem Bronze.
Bei den 2021 ausgetragenen Europameisterschaften 2020 in Budapest belegte Williams mit Andrea Spendolini-Sirieix im Mixed-Synchronspringen den zweiten Platz. Bei den ebenfalls 2021 ausgetragenen Olympischen Spielen 2020 in Tokio kam er im Turmspringen mit 309,55 Punkten nicht über den 27. Platz hinaus. Sehr erfolgreich verlief für Williams das Jahr 2022. So sicherte er sich zunächst im Synchronspringen der Weltmeisterschaften in Budapest mit Matty Lee die Silbermedaille. Bei den Commonwealth Games in Birmingham gewann er sowohl im Synchronspringen mit Matty Lee als auch im Mixed-Synchronspringen mit Andrea Spendolini-Sirieix die Goldmedaille. Darüber hinaus beendete er den Einzelwettkampf im Turmspringen der Europameisterschaften in Rom auf dem zweiten Platz. Mit der gemischten Mannschaft gelang ihm mit Rang drei eine weitere Podestplatzierung.
Gemeinsam mit Tom Daley gewann Williams bei den Weltmeisterschaften 2024 in Doha im Synchronspringen die Silbermedaille. Bei den Olympischen Spielen 2024 in Paris nahm Williams an zwei Wettbewerben vom Zehn-Meter-Turm teil. Im Turmspringen zog er nach Rang acht in der Vorrunde und Rang zwölf im Halbfinale ins Finale ein, das er mit 497,35 Punkten auf dem dritten Platz abschloss. Damit gewann er hinter dem Chinesen Cao Yuan, der mit 547,50 Punkten Olympiasieger wurde, und dem mit 507,65 Punkten zweitplatzierten Japaner Rikuto Tamai die Bronzemedaille. Im Synchronspringen erzielte er mit Tom Daley insgesamt 463,44 Punkte. Sie erhielten in jedem einzelnen ihrer insgesamt sechs Sprünge die zweithöchste Wertung, jeweils hinter dem siegreichen chinesischen Duo Lian Junjie und Yang Hao, die sich mit 490,35 Punkten die Goldmedaille sicherten, und gewann damit Silber. Mit 422,13 Punkten belegten Rylan Wiens und Nathan Zsombor-Murray aus Kanada Rang drei.